# フェルナンド・グティエレス・ラミレス
フェルナンド・アルフォンソ・グティエレス・ラミレス（Fernando Alfonso Gutiérrez Ramírez, 2001年4月2日 - ）は、ベネズエラ・ミランダ州カラカス出身のサッカー選手。セグンダ・ディビシオンB・アトレティコ・マドリードB所属。ポジションはMF。

## クラブ経歴
2019年7月にアトレティコ・マドリードと契約。9月にU-19に昇格し、UEFAユースリーグに出場。更に10月にはBチームに昇格。26日のスポルティング・デ・ヒホンB戦で初出場。2020年1月12日のマリーノ・デ・ルアンコ戦で初ゴールを記録。 2020-21シーズンは
Bチームの先発に定着した。